# سنت توماس، جزایر ویرجین ایالات متحده آمریکا
سنت توماس، جزایر ویرجین ایالات متحده آمریکا (به انگلیسی: Saint Thomas, U.S. Virgin Islands) یک منطقهٔ مسکونی در جزایر ویرجین ایالات متحده آمریکا است که در دریای کارائیب واقع شده‌است.

## خصوصیات
سنت توماس ۵۱٬۶۳۴ نفر جمعیت دارد.

## نگارخانه

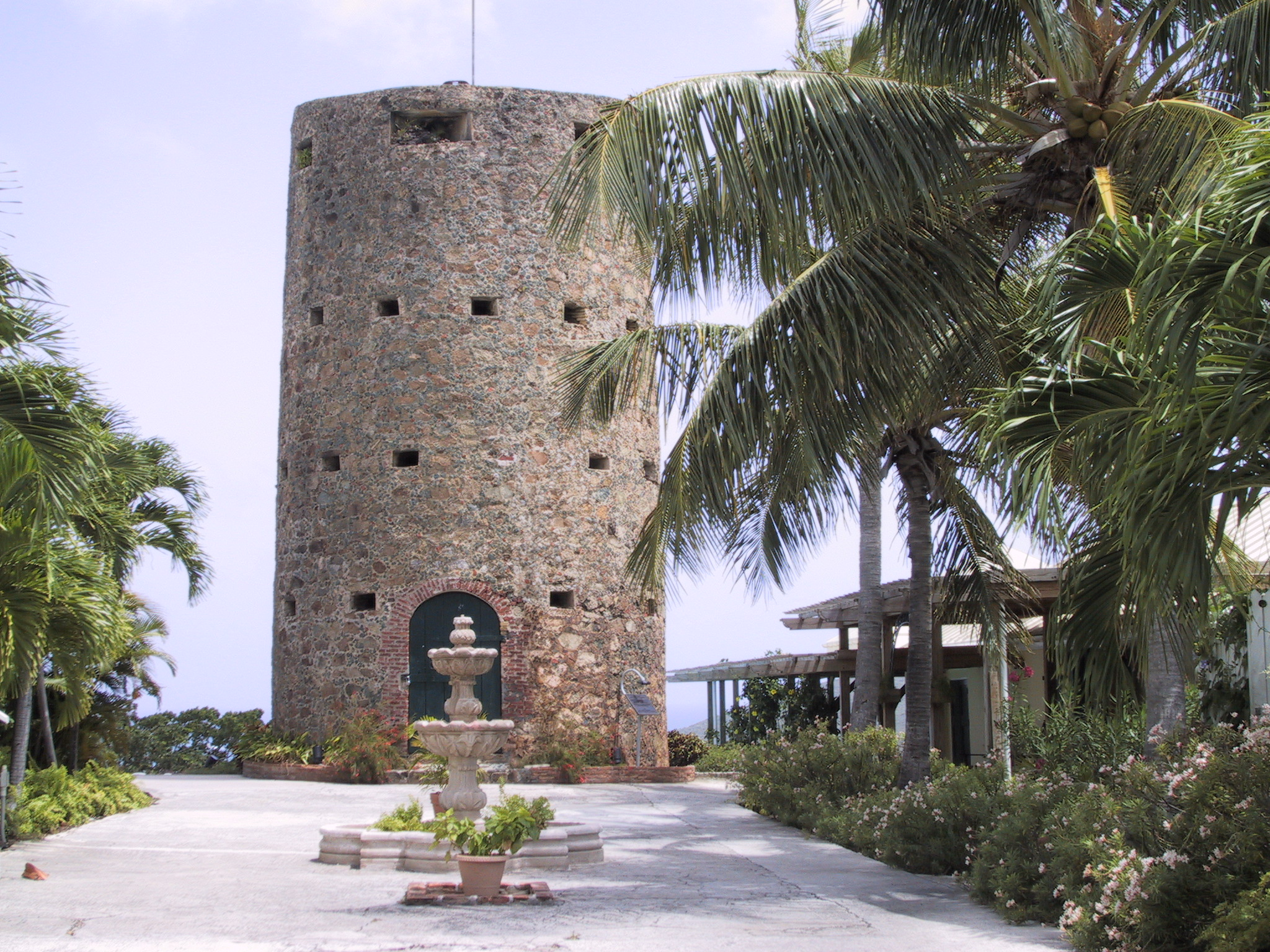
Blackbeard's Castle در شارلوت آمالی.
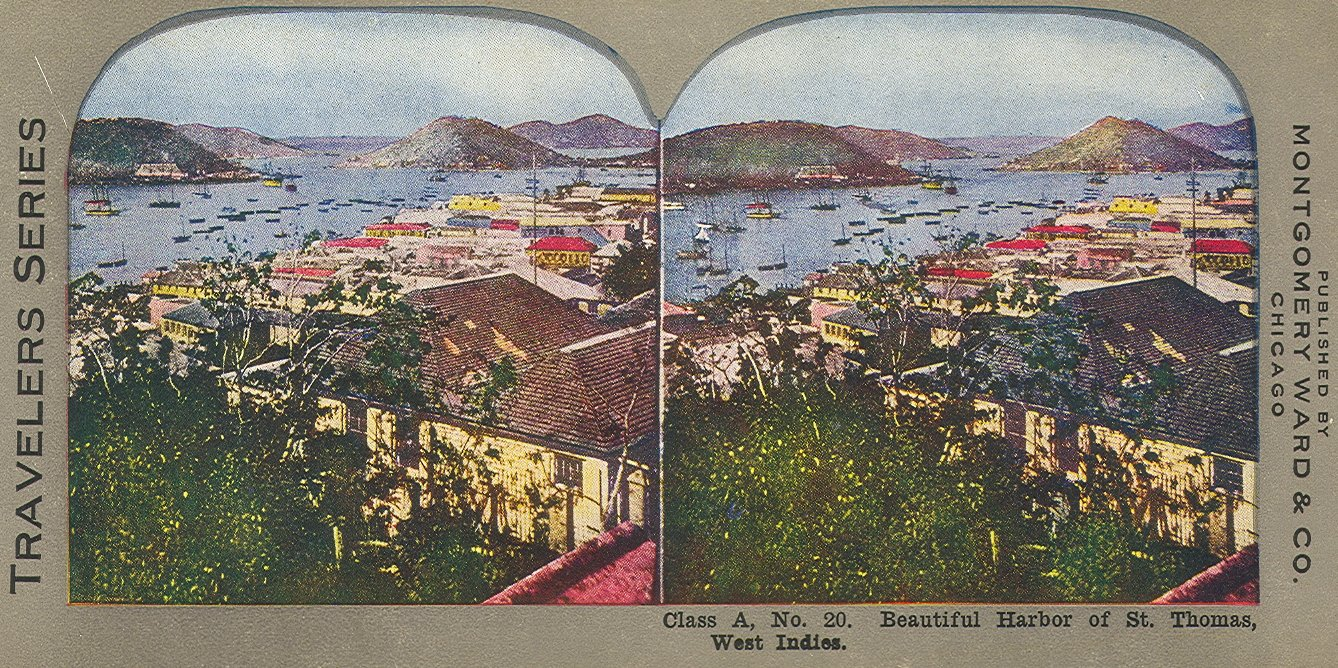
نمای "Beautiful Harbor of St. Thomas, جزایر هند غربی", برجسته‌بینی،  ح. ۱۹۰۰.